# San Valentino (Sorano)
San Valentino is een plaats (frazione) in de Italiaanse gemeente Sorano. Het ligt ten noordoosten van de plaats Serano.
Het betreft een compact dorp dat in 2011 52 inwoners had. Onder het dorp valt ook de buurtschap Pratolungo, waar een kleine kapel is te vinden. San Valentino kende zelf ook een kapel, uit de 15e eeuw maar deze werd in de 20ste eeuw tot kerk verbouwd. Andere buurtschappen zijn Casetta, Case Rocchi en Valle Castagneta. Het totaal aantal inwoners komt met de buurtschappen meegerekend op 360.
Het dorp werd lang beschermd door het kasteel Fregiano, dit raakte uiteindelijk vervallen en is nog als ruïne te zien. In de omgeving bevinden zich Etruskische ruïnes uit de 3e eeuw v.Chr.